# Stanisław Świtalski

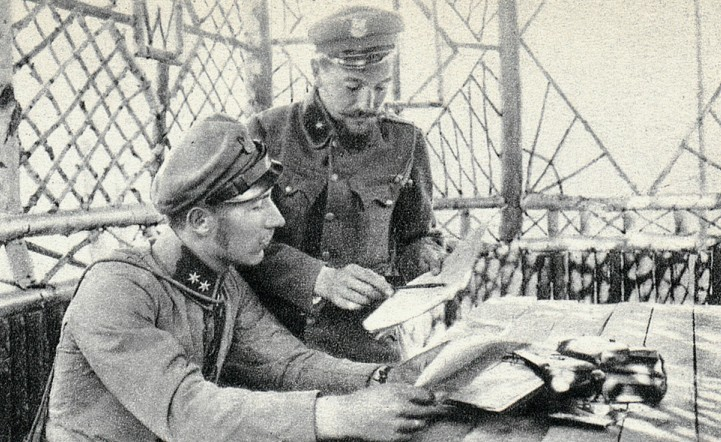
Stanisław Świtalski (z prawej) i por Józef Gigiel-Melechowicz. Okres służby w Legionach

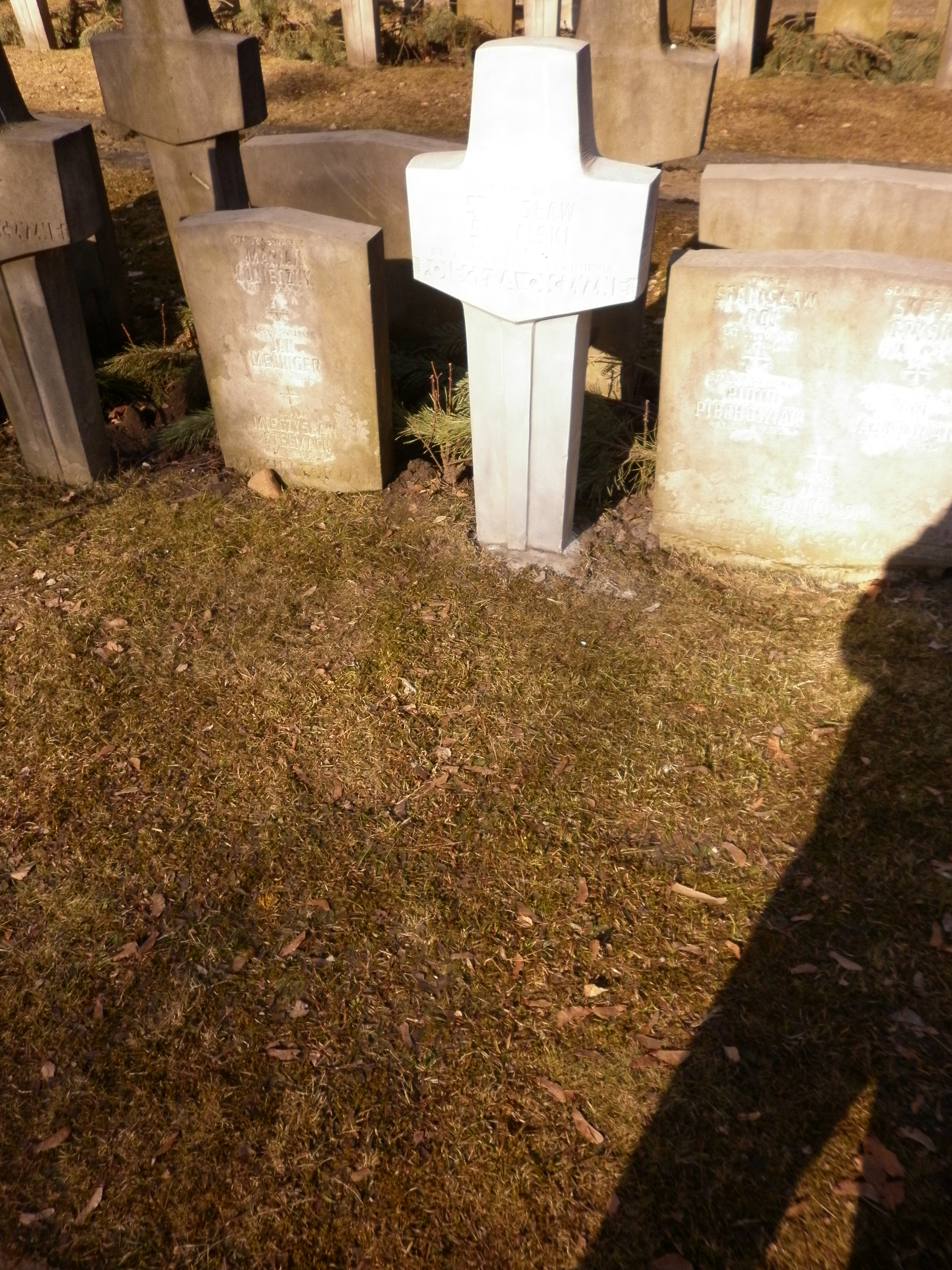
Grób Stanisława Świtalskiego

Stanisław Jan Ferdynand Świtalski (ur. 28 marca 1890 w Gródku Jagiellońskim, zm. 19 września 1939 k. Famułek Królewskich) – pułkownik dyplomowany piechoty Wojska Polskiego, działacz niepodległościowy, kawaler Orderu Virtuti Militari.

## Życiorys
Urodził się 28 marca 1890 w Gródku Jagiellońskim, ówczesnym mieście powiatowym Królestwa Galicji i Lodomerii, w rodzinie Józefa Leopolda (1858–1939), praktykanta koneptowego w tamtejszym c. k. Starostwie, i Heleny Karoliny z Chądzyńskich (1863–1937). Był starszym bratem Klemensa (1891–1972), pisarza hipotecznego w Częstochowie, kapitana administracji rezerwy Wojska Polskiego, Władysława (1893–1918), Adama (1894–1952), pułkownika dyplomowanego piechoty Wojska Polskiego, Michała (1900–1958) i Jana Mieczysława (1902–1988).
Stanisław w 1908 zdał maturę w c. k. Gimnazjum VI we Lwowie. 31 lipca 1913 uzyskał absolutorium na Wydziale Prawa Uniwersytetu Lwowskiego. 1 stycznia 1914 we Lwowie rozpoczął pracę w charakterze kandydata notarialnego. Był członkiem Drużyn Sokolich.
1 sierpnia 1914 we Lwowie wstąpił do Legionu Wschodniego. Od 15 października 1914 do 31 stycznia 1915 był elewem w Szkole Podchorążych Legionów Polskich. Następnie walczy na froncie jako dowódca plutonu 8. kompanii 2 pułku piechoty Legionów Polskich. Od 1 kwietnia 1915 służył w II batalionie zapasowym na stanowisku zastępcy dowódcy plutonu. 28 lipca 1915 został przeniesiony do 6 pułku piechoty na stanowisko adiutanta III batalionu. Walczył nad Styrem i Stochodem. 11 listopada 1915 został mianowany podporucznikiem, a 1 lipca 1916 awansował na porucznika. W lipcu 1916 został adiutantem pułku. W październiku 1916 dowodził w zastępstwie II batalionem. Od 2 listopada 1916 dowodził 7. kompanią 6 pp. 15 sierpnia 1917, po kryzysie przysięgowym, został przeniesiony do 1 pułku piechoty. 5 października 1917 został zwolniony z Legionów Polskich, a następnie w drodze suerrewizji uzyskał czasowe zwolnienie od służby w armii austro-węgierskiej. 1 listopada 1917 został zatrudniony w Biurze badania cen c. k. Namiestnictwa Galicji we Lwowie na stanowisku kierownika kancelarii. Równocześnie rozpoczął działalność w Polskiej Organizacji Wojskowej, a od 1 kwietnia do 1 czerwca 1918 pełnił funkcję komendanta miasta Lwowa.
Od 3 listopada 1918 walczył w obronie Lwowa dowodząc odcinkiem. 5 listopada 1918 został ranny. Od 2 stycznia 1919 dowodził kompanią sztabową Brygady Lwowskiej. 1 grudnia 1919 został mianowany z dniem 1 grudnia 1919 kapitanem w piechocie. Podczas wojny polsko-rosyjskiej dowodził III batalionem 6 pułku piechoty Legionów (od 8 maja 1919). 15 lipca 1920 został zatwierdzony z dniem 1 kwietnia 1920 w stopniu majora, w piechocie, w grupie oficerów byłych Legionów Polskich. 31 sierpnia 1920 podpułkownik Bolesław Popowicz sporządził wniosek na odznaczenie majora Świtalskiego Orderem Virtuti Militari, w którym napisał: „pod Łubinem dnia 21 sierpnia 1920, gdy na czele swego batalionu uderzył na tak energicznie na przeważającego liczebnie nieprzyjaciela, rozbił go i zmusił do panicznej ucieczki”. Przeciwnikiem majora Świtalskiego była bolszewicka 62 Brygada należąca do 21 Dywizji Strzelców. Dowodzony przez niego batalion zdobył 4 armaty, 10 karabinów maszynowych, 315 jeńców i znaczny tabor. Za ten czyn rozkazem Dowództwa 2 Armii nr 1517/I z 1 września 1920 został mu nadany Order Virtuti Militari V klasy.
15 czerwca 1921 został wyznaczony na stanowisko dowódcy Batalionu Zapasowego 6 pp Leg. 3 maja 1922 został zweryfikowany w stopniu majora ze starszeństwem od 1 czerwca 1919 i 112. lokatą w korpusie oficerów piechoty. 10 lipca tego roku został zatwierdzony na stanowisku pełniącego obowiązki zastępcy dowódcy 6 pp Leg. W ramach osadnictwa wojskowego otrzymał 5 ha ziemi w kolonii Miłejszyszki, w gminie Mickuny.
W październiku 1922 został przydzielony do Wyższej Szkoły Wojennej w Warszawie, w charakterze słuchacza Kursu Doszkolenia. Z dniem 15 października 1923, po ukończeniu kursu i uzyskaniu tytułu naukowego oficera Sztabu Generalnego, otrzymał przydział do 20 Dywizji Piechoty na stanowisko szefa sztabu. 1 listopada 1923 został przydzielony do Inspektoratu Armii Nr I w Wilnie na stanowisko 2 referenta. 31 marca 1924 prezydent RP nadał mu stopień podpułkownika ze starszeństwem z dnia 1 lipca 1923 i 53. lokatą w korpusie oficerów piechoty. 1 września 1926 został przeniesiony do składu osobowego generała do prac przy Generalnym Inspektorze Sił Zbrojnych, generała brygady Stanisława Burhardt-Bukackiego na stanowisko I oficera sztabu. 31 marca 1927 został przeniesiony do 82 pułku piechoty w Brześciu na stanowisko dowódcy pułku. 1 stycznia 1929 prezydent RP nadał mu stopień pułkownika z dniem 1 stycznia 1929 i 6. lokatą w korpusie oficerów piechoty. W październiku 1931 został mianowany dowódcą piechoty dywizyjnej 9 Dywizji Piechoty w Siedlcach. 12 lutego 1933 został wybrany na członka Zarządu Głównego Pułkowego Koła Szóstaków. W 1934 został przeniesiony do Dowództwa Okręgu Korpusu Nr VII w Poznaniu na stanowisko pomocnika dowódcy do spraw uzupełnień. 2 kwietnia 1938 został wyznaczony na stanowisko dowódcy 16 Pomorskiej Dywizji Piechoty w Grudziądzu.
2 września 1939 z powodu nieudolnego dowodzenia został odwołany ze stanowiska dowódcy dywizji i skierowany do dyspozycji dowódcy Armii „Pomorze”. 7 września objął dowództwo improwizowanej grupy bojowej złożonej z oddziałów wartowniczych, etapowych, Przysposobienia Wojskowego i rozbitków z innych oddziałów armii. 10 września grupa ta po dołączeniu III batalionu 144 pułku piechoty rez. liczyła około trzech batalionów piechoty i miała za zadanie utrzymanie przeprawy na Bzurze w Sochaczewie. Podczas przebijania się resztek grupy przez Puszczę Kampinoską, poległ w walce z Niemcami w okolicach gajówki Krzywa Góra. Początkowo pochowany w miejscu śmierci, w 1951 prochy ekshumowano i został pochowany na Cmentarzu Wojskowym na Powązkach (kwatera B10-6-9). Inskrypcja z jego imieniem i nazwiskiem znajduje się także na grobie rodziny von Essen na Starych Powązkach.
26 sierpnia 1922 w kościele Najświętszego Zbawiciela w Warszawie ożenił się z Wandą z Gaspenasów von Essen (1894–1925), wdową. Świadkami byli Adam Świtalski i Mieczysław Gaspenas, brat Wandy, kapitan piechoty Wojska Polskiego, później nadkomisarz Policji Państwowej i komendant powiatowy w Kobryniu. Stanisław sprawował opiekę nad pasierbem Edwardem Essen (ur. 13 sierpnia 1913, zm. 10 marca 1997).
1 listopada 1922 w Wilnie, w trakcie uroczystości poświęcenia i wręczenia chorągwi 6 pułkowi piechoty Legionów, w drzewce został wbity srebrny gwóźdź kwadratowy z napisem „Major Świtalski Stanisław”.

## Ordery i odznaczenia
- Krzyż Srebrny Orderu Wojskowego Virtuti Militari nr 1562[1] – 16 lutego 1921[45][46]
- Krzyż Niepodległości – 6 czerwca 1931 „za pracę w dziele odzyskania niepodległości”[47][48]
- Krzyż Oficerski Orderu Odrodzenia Polski – 10 listopada 1928 „za zasługi na polu pracy niepodległościowej”[49][50]
- Krzyż Walecznych czterokrotnie[51] (po raz drugi w 1921[52])
- Złoty Krzyż Zasługi – 19 marca 1937 „za zasługi w służbie wojskowej”[53][54]
- Medal Pamiątkowy za Wojnę 1918–1921[2][8]
- Medal Dziesięciolecia Odzyskanej Niepodległości[2][8]
- Srebrny Medal za Długoletnią Służbę[2]
- Brązowy Medal za Długoletnią Służbę[2]
- Odznaka za Rany i Kontuzje[55]
- Odznaka Pamiątkowa Generalnego Inspektora Sił Zbrojnych – 12 maja 1936
- Krzyż Pamiątkowy 6 pułku piechoty Legionów Polskich[56]
- Odznaka 82 Pułku Piechoty
- łotewski Medal Pamiątkowy 1918-1928 – 6 sierpnia 1929[57][8]
- Medal Zasługi Wojskowej[58]